# Срамный поцелуй
Сра́мный поцелу́й (лат. osculum infame) — средневековое поверье, получившее распространение в Европе во время охоты на ведьм, согласно которому в начале шабаша ведьмы совершали обряд приветствия дьявола, включавший в себя целование у чёрта ягодиц или «второго рта», то есть ануса — анилингус. Также верилось, что такой поцелуй позволял дьяволу в свою очередь обольщать женщин.

## Описание
Срамный поцелуй обычно рассматривается как акт почтения, уважения, однако Ведовские суды Норт-Бервика (Шотландия) в XVI веке придерживались мнения, что этот поцелуй был актом покаяния перед дьяволом, расплаты с ним. В самом раннем трактате о шотландском ведовстве — анонимном памфлете «Вести из Шотландии — заявление о пагубной жизни  и смерти доктора Джона Фиана» (1591) о школьном учителе и предполагаемом колдуне Джоне Фиане, чьё авторство приписывается Джеймсу Кармайклу, сказано:
…и видел, как они тащились за ним, и он, когда они собрались, наложил на них епитимью, которая заключалась в том, что они должны были поцеловать его ягодицы в знак почтения к нему. Он поставил обнаженный зад на кафедру, и каждая сделала так, как он ей приказал. Оригинальный текст (англ.)…and seeing that they tarried over long, hee at their coming enjoyed them all to a pennance, which was, that they should kisse his buttockes, in sign of duety to him, which being put over the pulpit bare, every one did as he had enjoyned them.

## Судебные процессы
Дьявол являлся не только в своём «обычном» виде (см. изображения ниже), но и в облике барана, козла, чёрного кота, жабы. В Errores Haereticorum, средневековом трактате, утверждается, что катары взяли себе имя от лат. catus (кот), «чей зад они целовали, в облике которого Сатана является им».
В срамном поцелуе обвинялись тамплиеры, которым приписывалось, что во время инициации они должны были поцеловать своих предводителей в анус, «пупок», низ спины и в фаллос.
В 1303 году в служении дьяволу и колдовстве был обвинён лорд-казначей Англии и епископ Личфилда и Ковентри Уолтер Лэнгтон. Одним из пунктов обвинения был срамный поцелуй. Однако он смог отвести от себя все обвинения.
Во Франции в колдовстве обвинялся доктор Сорбонны Гильом Эделин, признавший свою вину в том, что совершил срамный поцелуй, когда дьявол появился перед ним в обличье кота. Он был казнён в 1453 году.